# 多布里盧克
47°7′33″N 29°58′44″E / 47.12583°N 29.97889°E
多布里-盧克（烏克蘭語：Добрий Лук）是位於烏克蘭西南部的村莊，由敖德萨州羅茲季利納區的新博里西夫卡市鎮負責管轄。該村始建於1892年，面積0.32平方公里，海拔高度168米，2001年人口95，人口密度每平方公里296.88人。